# مالینوفکا (شهرستان زیانچورینسکی، باشقیرستان)
مالینوفکا (انگلیسی: Malinovka, Zianchurinsky District, Republic of Bashkortostan) یک شهرک در شهرستان زیانچورینسکی استان باشقیرستان کشور روسیه است.